# Orsa Grönklitt

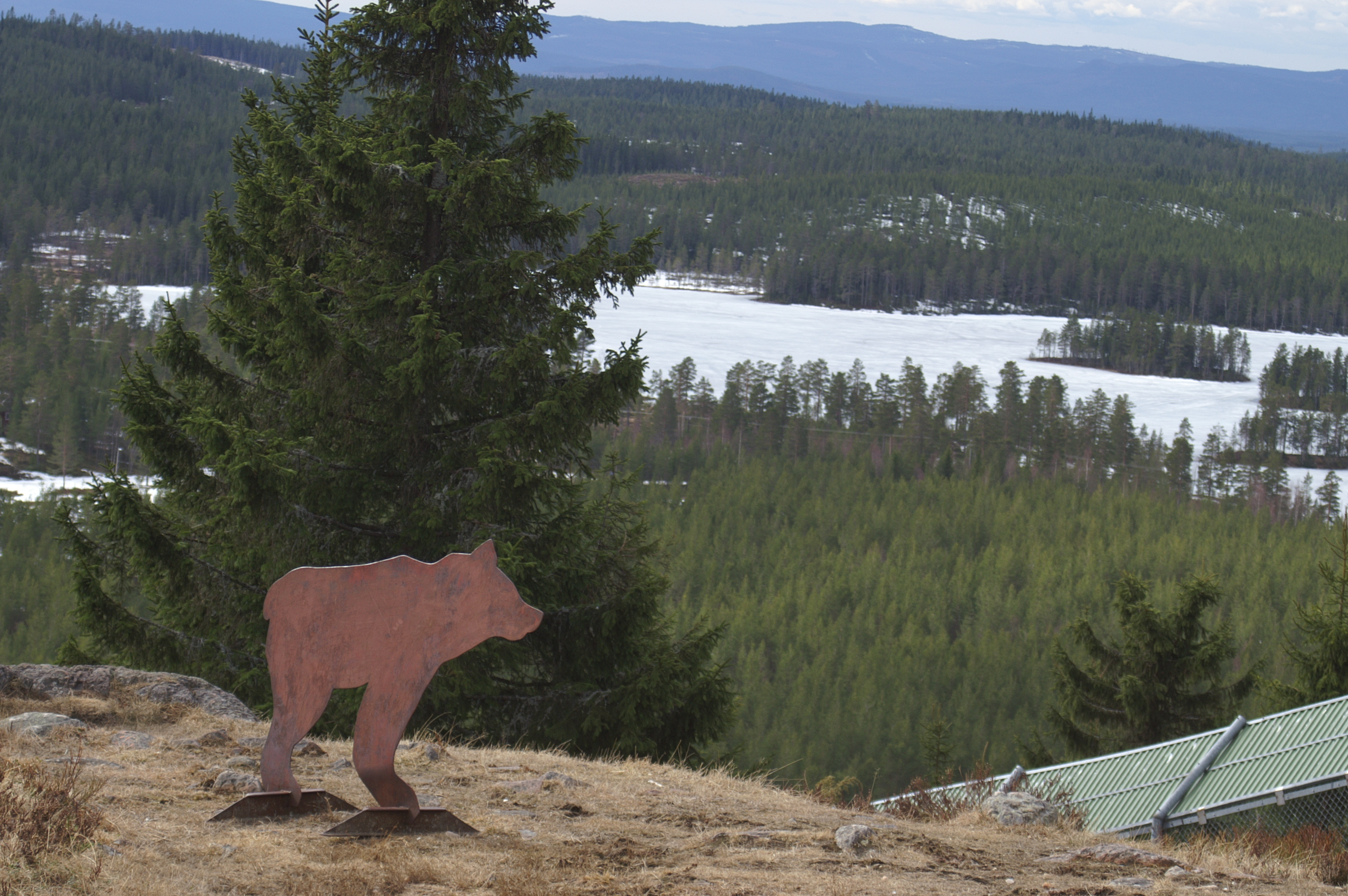
Aussicht vom Bärenpark Orsa Grönklitt

Orsa Grönklitt ist ein Freizeitpark in Mittelschweden. Er liegt in der Gemeinde Orsa in der historischen Provinz Dalarna.
Die Anlage besteht aus einem Konferenzzentrum, Campingplätzen, Ferienhäusern, Freizeitanlagen sowie einer Anzahl Skiabfahrten und Langlaufloipen.
Die Anlage war insbesondere bekannt für ihren Bärenpark (Orsa Rovdjurspark) mit Braunbären, Kamtschatkabären, Uhus, Rotfüchsen, Wölfen, Luchsen, Vielfraßen, Eisbären, Sibirischen Tigern und Persischen Leoparden. Im Mai 2009 wurde die Eisbäranlage Polar World angelegt, die zwei Eisbären namens Ewa und Wilbär beherbergte. Wilbär stammt aus dem zoologisch-botanischen Garten Wilhelma in Stuttgart. Im Juni 2010 wurde ein Leopardengehege für vier Persische Leoparden eingeweiht. Rund um die Gehege findet man auch nichteingezäunte Wildtiere und die Winterlager von Bären in der weit ausgedehnten Orsa Finnmark. Der Orsa Rovdjurspark wurde im November 2022 aufgrund von finanziellen Problemen geschlossen. Die Tiere wurden an andere Tierparks abgegeben. Auf dem Gelände sollen Ferienwohnungen entstehen.
Die Anlage liegt auf dem Berg Grönklitt. Von seiner Spitze mit 561 m ö.h. und 400 Meter über dem Orsasee hat man eine weite Aussicht.